# Francesc de Remolins i Pardines
Francesc de Remolins i Pardines, de vegades anomenat com Francisco de Remolino (Lleida, Principat de Catalunya, 1462 - Roma, Estats Pontificis, 5 de febrer de 1518) va ser cardenal i home d'estat catalanoaragonès.
Va estudiar a les universitats de Lleida i Pisa i es doctorà in utroque iure, dret civil i canònic. El 1496 va ser nomenat bisbe auxiliar de Lleida. El 1498 va ser enviat a Florència per prendre part en el judici contra Girolamo Savonarola. La seva proximitat i bona relació amb el papa Alexandre VI el va portar a renunciar a la seu de Lleida i a establir la seva residència a la Santa Seu, on fou nomenat governador de Roma i arquebisbe de Sorrento. Al servei d'aquest papa va reprimir durament els rivals romans d'aquest, les famílies Colonna i Orsini.
El 31 de maig de 1503 va ser nomenat cardenal prevere del títol de Ss. Giovanni e Paolo, i en aquesta condició va participar en els conclaves de 1503, en els que van ser elegits els papes Pius III i Juli II, respectivament.
Amb l'ascens de Juli II, a finals d'aquell any 1502 va fugir de Roma per temor a les possibles represàlies del nou papa contra els partidaris dels Borja, i es va refugiar a Nàpols. El mateix Juli II el va cridar de nou al seu costat, on va servir diversos anys. El 1504 rebé els càrrecs de bisbe de Terni i de Fermo.
El 1511 obtingué el títol cardenalici de S. Marcello tot retenint in commendam el que ja tenia, i fou nomenat arxipreste de la basílica de Santa Maria Major. Aquell mateix any es traslladà a Nàpols, on va oficiar com a lloctinent del virrei Ramon Folc de Cardona-Anglesola. Les freqüents absències d'aquest en la seva condició de cap de la Lliga Santa (1511) durant les guerres italianes, van portar que en la pràctica el govern del regne recaigués sobre Remolins, des del 2 de novembre de 1511 al 3 de maig de 1512 i del 27 de maig del mateix any al 23 de febrer de 1513.
El 1512 va renunciar a l'arquebisbat de Sorrento en favor del seu germà Gisbert, i rebé el càrrec d'administrador apostòlic de l'arquebisbat de Palerm i dels bisbats de Sarno i de Galipoli. Va participar en el conclave de 1513, en el qual va ser elegit Lleó X. També prengué part en el Concili del Laterà V i en el procés de 1517 contra els cardenals Petrucci i Sauli, acusats de conspirar contra el papa i en l'organització de la guerra contra els turcs. Aquell mateix anys ingressà en l'ordre dels cardenals-bisbes amb el títol de la seu suburbicària d'Albano.
Va morir a Roma el 5 de febrer de 1518 i va ser enterrat a la basílica de Santa Maria sopra Minerva. Va deixar escrita una obra jurídica titulada Decisions.